# Margarethe Geibel
Margarethe Geibel (* 1876 in Weimar; † 1955 ebenda) war eine deutsche Grafikerin, vor allem Holzschneiderin.

## Leben und Werk
Margarethe Geibel kam aus einer bekannten Weimarer Künstlerfamilie. Ihr Vater war der Porträt- und Landschaftsmaler Casimir Geibel (1839–1896). Sie wuchs unmittelbar gegenüber von Goethes Wohnhaus in Weimar auf. In Weimar nahm sie zunächst Unterricht an der Freien Zeichenschule und ab 1896 im Privatatelier von Otto Rasch. Von 1900 bis 1902 studierte sie in Stuttgart an der privaten Kunstschule von Leopold von Kalckreuth. Danach ging sie nach Weimar zurück, wo sie sich die Technik des Farbholzschnitts autodidaktisch aneignete. Sie schuf dann vor allem Farbholzschnitte mit Weimarer Motiven, die sie als Mappenwerke veröffentlichte, daneben auch Lithografien. Margarethe Geibel war auf vielen Ausstellungen präsent und wurde lobend erwähnt. Öffentliche Sammlungen erwarben ihre Arbeiten, so das Kupferstichkabinett Dresden, das Kupferstichkabinett Berlin, die Wiener Hofbibliothek, das Kensington Museum und das British Museum in London und Sammlungen in Budapest, München Stuttgart und Weimar.

## Ehrungen
- 2021: Stiftung des Margarethe-Geibel-Fonds in Weimar[3]

## Zeitgenössische Rezeption
„Sie ist voll tiefer Liebe für ihre … Heimatstadt. Das beweisen ihre großen Bilderfolgen aus der Bibliothek, dem Wittumspalais, dem Goethehaus …“
„Ihre Bilder aus dem Goethehaus zu Weimar veranschaulichen uns die geweihten Stätten ebenso wahr wie stimmungsvoll.“

## Ausstellungen

### Personalausstellungen
- 1910: Chemnitz, Galerie Gerstenberger
- 1914: Weimar, Kupferstichkabinett des Kunstgewerbemuseums (Farbholzschnitte)
- 1956: Weimar, Städtisches Kunstkabinett (Gedächtnisausstellung)

#### Postum
- 1999: Fürstenfeldbruck, Stadtmuseum („Goethes Weimar in Farbholzschnitten von Margarethe Geibel“)

### Ausstellungsbeteiligungen
- 1909: Dresden, Galerie Ernst Arnold (Zweite Ausstellung des Deutschen Künstlerbunds)
- 1912: Dresden, Städtischer Ausstellungspalast (Große Dresdener Kunstausstellung)[6]
- 1912: Wiesbaden, Nassauischer Kunstverein („Internationale Graphik des 19. Jahrhunderts“)[7]
- 1914: Berlin, Königliches Kupferstichkabinett (Künstlerischer Farbdruck seit dem 15. Jahrhundert)[8]
- 1932: Dresden, Frühjahrsausstellung des Sächsischen Kunstvereins[9]
- 1937: München, Große Deutsche Kunstausstellung[10]